# Чемпіонат світу з трекових велоперегонів 1920
Чемпіонат світу з трекових велоперегонів 1920 проходив з 6 по 8 серпня 1920 року в Антверпені, Бельгія. В програмі першого після I Світової війни чемпіонату залишилось три дисципліни: спринт та гонка за лідером серед професіоналів та спринт серед аматорів. Така програма зберігалася аж до 1948 року.

## Медалісти

### Чоловіки
Професіонали
| Дисципліна       | Золото       | Срібло         | Бронза       |
| Спринт           | Роберт Спірс | Ернст Кауфманн | Вільям Бейлі |
| Гонка за лідером | Жорж Серес   | Віктор Лінарт  | Пауль Сутер  |

Аматори
| Дисципліна | Золото       | Срібло        | Бронза          |
| Спринт     | Моріс Петерс | Томас Джонсон | Джеральд Хелпін |

## Загальний медальний залік
| Місце  | Країна          | Золото | Срібло | Бронза | Загалом |
| ------ | --------------- | ------ | ------ | ------ | ------- |
| 1      | Австралія       | 1      |        | 1      | 2       |
| 2      | Франція         | 1      |        |        | 1       |
| 2      | Нідерланди      | 1      |        |        | 1       |
| 4      | Швейцарія       |        | 1      | 1      | 2       |
| 4      | Велика Британія |        | 1      | 1      | 2       |
| 5      | Бельгія         |        | 1      |        | 1       |
| Всього | Всього          | 3      | 3      | 3      | 9       |